# دکتر جکیل و آقای هاید (فیلم ۱۹۲۰ هیدون)
دکتر جکیل و آقای هاید (انگلیسی: Dr. Jekyll and Mr. Hyde) فیلمی ترسناک به کارگردانی جی. چارلز هیدون محصول سال ۱۹۲۰ کشور ایالات متحده آمریکا است.

## بازیگران
- شلدون لویس در نقش Dr. Jekyll / Mr. Hyde
- الکس شنون در نقش Dr. Lanyon
- دورا میلز آدامز در نقش Mrs. Lanyon
- گلدیس فیلد در نقش Bernice Lanyon
- هارولد فوشی در نقش Edward Utterson
- لسلی آستین در نقش Danvers Carew